# 1980
1980 (MCMLXXX) a fost un an bisect al calendarului gregorian, care a început într-o zi de marți.

## Evenimente

### Ianuarie
- 4 ianuarie: Ca răspuns la invazia sovietică în Afghanistan, președintele american Jimmy Carter suspendă vânzările de tehnologie și cereale către URSS, iar câteva zile mai târziu cere Congresului să amâne ratificarea Tratatului SALT II.
- 22 ianuarie: Andrei Saharov, om de știință rus și activist pentru apărarea drepturilor omului, este arestat la Moscova.
- 26 ianuarie: Israel și Egipt stabilesc relații diplomatice.

### Februarie
- 13 februarie: Ceremonia de deschidere a celei de-a XIII-a ediții a Jocurilor Olimpice de iarnă de la Lake Placid, New York.
- 15 februarie: A fost lansată la apă, prima navă de pescuit oceanic „Parângul”, construită la Brăila, în România.

### Martie
- 18 martie: Explozia unui rezervor a provocat moartea a 50 de tehnicieni la cosmodromul Plesetsk din Rusia. Incidentul a fost dat publicității în 1989.
- 21 martie: Președintele american Jimmy Carter anunță că SUA vor boicota Jocurile Olimpice de vară de la Moscova.
- 24 martie: Óscar Romero, arhiepiscop de San Salvador, opozant al dictaturii militare, este ucis în timpul unei slujbe religioase. Asasinatul marchează începutul războiului civil în El Salvador.

### Aprilie
- 30 aprilie: Regina Iuliana a Olandei abdică și fiica sa, Beatrix accede la tron.

### Mai
- 18 mai: Muntele Sf. Elena din Statele Unite a erupt în statul Washington, omorând 57 de oameni și provocând pagube în valoare de 3 miliarde dolari.
- 29 mai: Campionatul internațional de atletism: Anișoara Cușmir cucerește locul 1 la săritura în lungime, realizând una din cele mai bune performanțe mondiale la această probă: 7 metri.

### Iunie
- 1 iunie: CNN (Cable News Network). Filială a companiei americane TBS (Turner Broadcasting System), creată de Ted Turner pentru a difuza emisiuni de știri în direct 24 de ore din 24, folosind sateliți pentru a transmite reportaje.

### Iulie
- 9 iulie: Papa Ioan Paul al II-lea vizitează Brazilia.
- 17 iulie: Au fost inaugurate lucrările de construcție a centralei nuclearo-electrice de la Cernavodă.
- 19 iulie-3 august: Ceremonia de deschidere a Jocurilor Olimpice de la Moscova, URSS. România obține 25 de medalii: 6 de aur, 6 de argint și 13 de bronz.

### August
- 2 august: În Atentatul de la Bologna își pierd viața 85 de persoane și peste 200 sunt rănite.
- 14 august: Izbucnește greva muncitorilor de la Șantierele navale din Gdańsk, Polonia.

### Septembrie
- 17 septembrie: La Gdańsk este înființat sindicatului liber „Solidaritatea”, condus de electricianul Lech Wałęsa.
- 22 septembrie: Irakul invadează Iranul. Începe un conflict prelungit (1980-1988), fără un deznodământ decisiv. În 1988 Iranul a acceptat semnarea unui acord de încetare a focului.

### Octombrie
- 31 octombrie: După două luni de grevă, guvernul polonez a fost de acord cu revendicările muncitorilor, recunoscând sindicatul independent „Solidaritatea".

### Noiembrie
- 4 noiembrie: În alegerile prezidențiale din Statele Unite, republicanul Ronald Reagan îl învinge cu 50,7% din voturi (44 milioane) pe democratul Jimmy Carter 41% (35,5 milioane) la o rată de absență de 46%. Alegerea lui determină o majoritate republicană în Senat pentru prima dată în treizeci de ani.
- 12 noiembrie: Naveta spațială „Voyager 1" a retransmis pe Pământ prima imagine din apropierea planetei Saturn.
- 23 noiembrie: Au loc o serie de cutremure în sudul Italiei omorând aproximativ 4.800 de oameni.

### Decembrie
- 8 decembrie: John Lennon este împușcat mortal la New York, de către un fan obsedat, Mark David Chapman.

### Nedatate
- Este lansat MS-DOS (Microsoft Disk Operating System), un sistem de operare pentru PC dezvoltat de firma Seattle Computer Products.
- Constantin Noica publică Povestiri despre om
- Marin Preda publică Cel mai iubit dintre pământeni
- Zino Davidoff fondează în Basel, Elveția, compania Zino Davidoff Grup.

## Nașteri

### Ianuarie

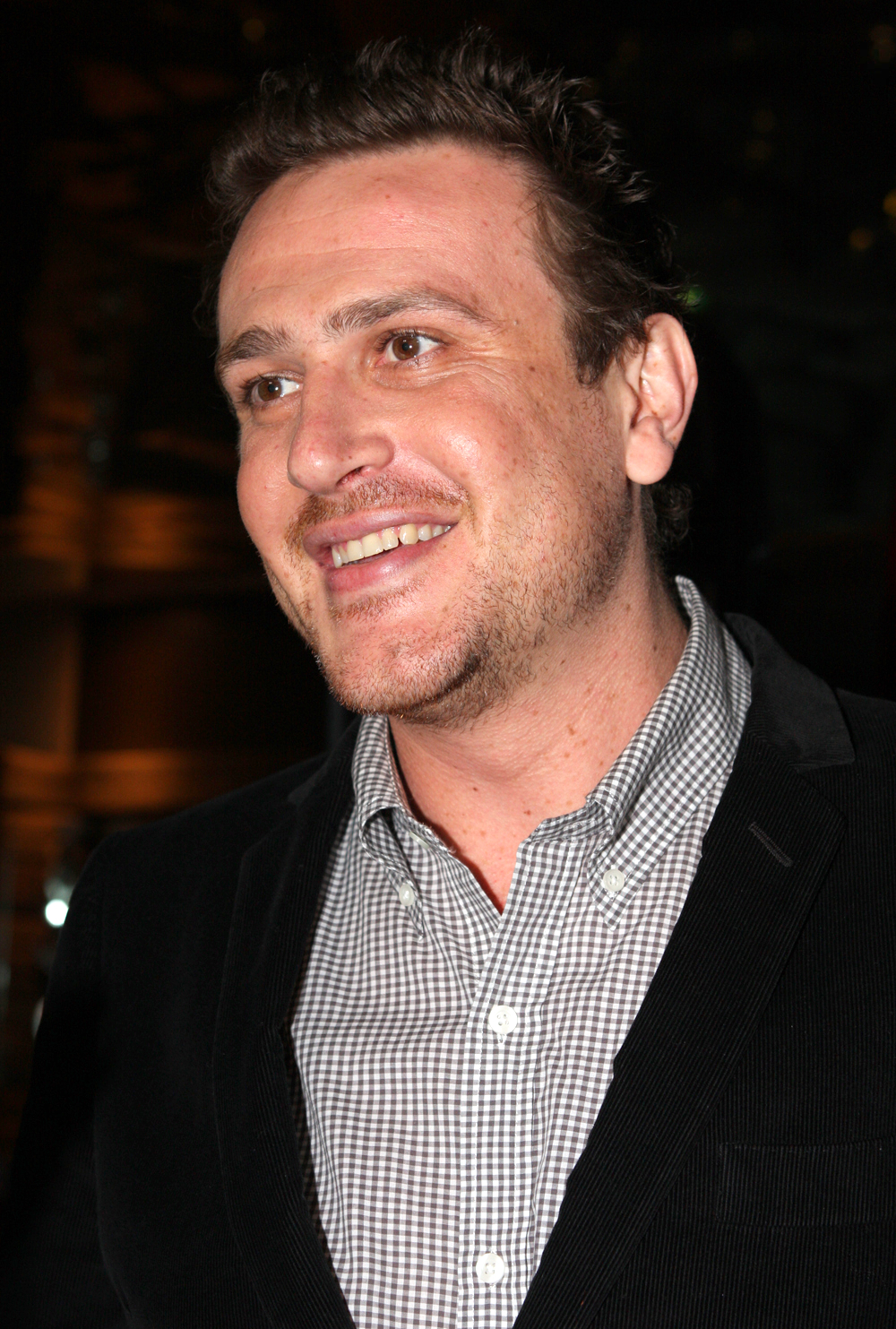
Jason Segel, actor american
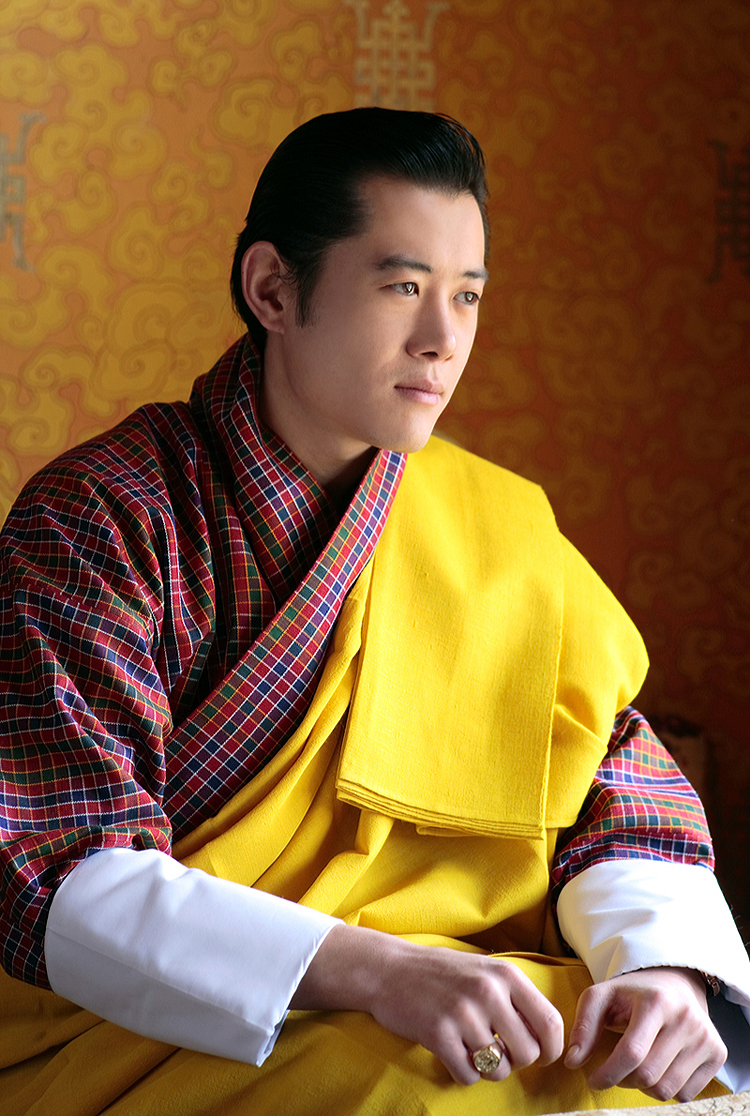
Jigme Khesar Namgyel Wangchuck, actualul monarh al Bhutanului
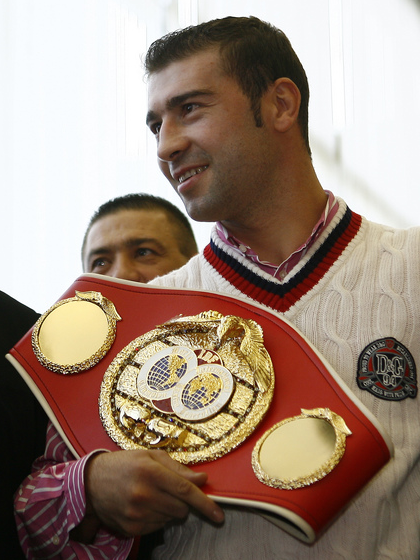
Lucian Bute, pugilist român
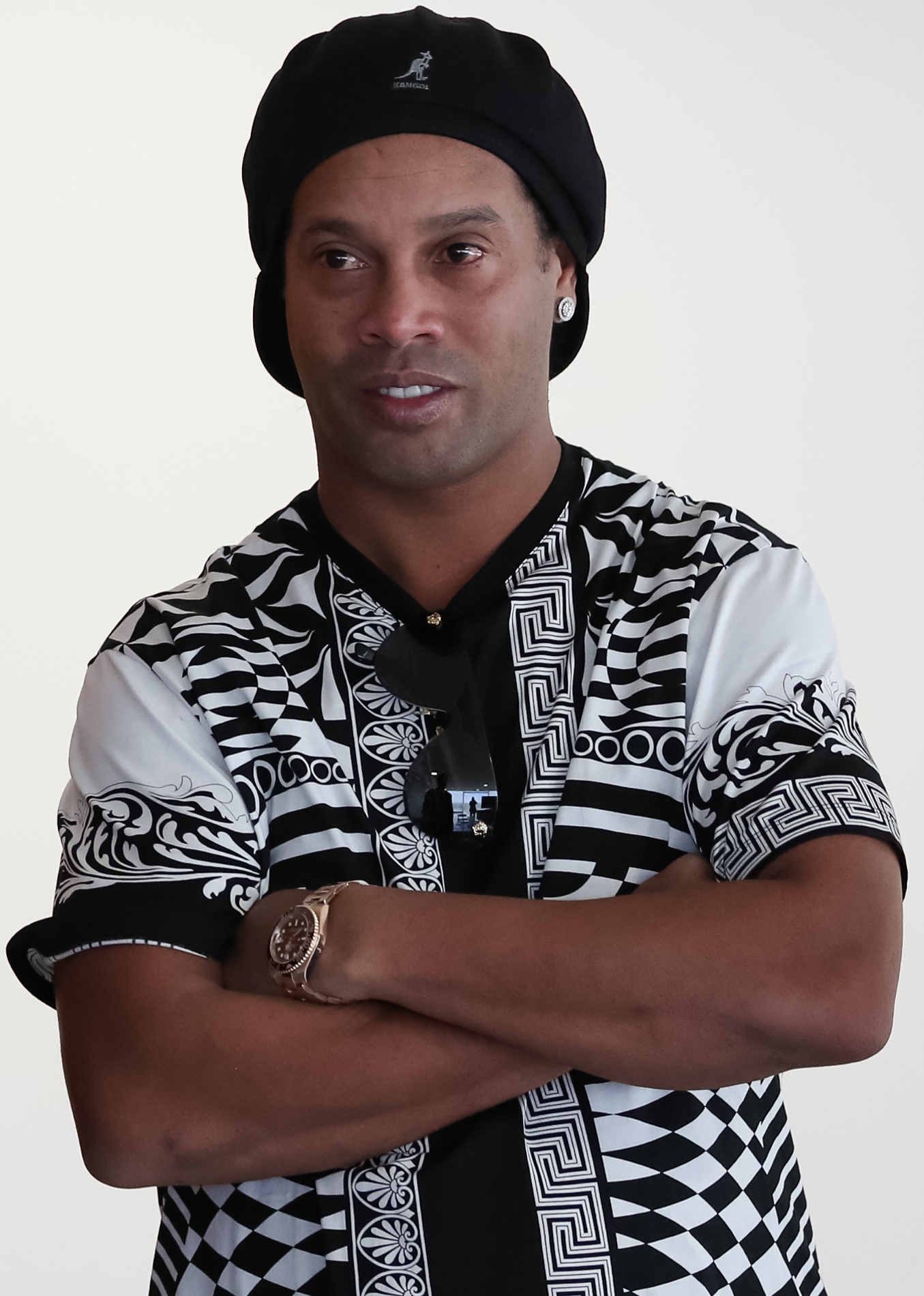
Ronaldinho, fotbalist brazilian

- 1 ianuarie: Julie Bernard, actriță belgiană
- 1 ianuarie: Caner Cindoruk, actor turc
- 1 ianuarie: Iosif Ladislau Kalai, fotbalist român
- 1 ianuarie: Andrei Silviu Mărgăritescu, fotbalist român
- 1 ianuarie: Ancuța Stoenescu, jucătoare română de baschet
- 1 ianuarie: Carmen Lidia Vidu, actriță română
- 2 ianuarie: Florin Daniel Bratu, fotbalist (atacant) și antrenor român
- 3 ianuarie: Emil Gabriel Jula, fotbalist român (atacant)
- 4 ianuarie: Greg Cipes, actor american
- 4 ianuarie: Marvin Kren, regizor de film austriac
- 7 ianuarie: André Izepon Astorga, fotbalist brazilian
- 7 ianuarie: Margarita Breitkreiz, actriță germană
- 7 ianuarie: Armel Disney (Mamouma Armel Ossilia Disney), fotbalist congolez (atacant)
- 8 ianuarie: Jung-Soo Lee, fotbalist sud-coreean
- 8 ianuarie: Sam Riley, actor britanic
- 9 ianuarie: Francisco Pavón Barahona, fotbalist spaniol
- 10 ianuarie: Petri Lindroos, muzician finlandez
- 11 ianuarie: Peçanha (Peterson dos Santos Peçanha), fotbalist brazilian (portar)
- 12 ianuarie: Adina Pintilie, regizoare și scenaristă română
- 12 ianuarie: Mihai Ioan Lasca, politician
- 13 ianuarie: Akira Kaji, fotbalist japonez
- 14 ianuarie: Monika Kuszyńska, cântăreață poloneză
- 15 ianuarie: Dmîtro Kariucenko, scrimer ucrainean
- 15 ianuarie: Florin Daniel Lazăr, fotbalist român
- 16 ianuarie: Seydou Keita, fotbalist malian
- 16 ianuarie: Lin-Manuel Miranda, actor american
- 17 ianuarie: Grigore Petrenco, politician din R. Moldova
- 18 ianuarie: Jason Segel, actor american de film
- 18 ianuarie: Răzvan Stanca, fotbalist român (portar)
- 18 ianuarie: Edgar Álvarez, fotbalist din Honduras
- 19 ianuarie: Jenson Button (Jenson Alexander Lyons Button), pilot britanic de Formula 1
- 20 ianuarie: Matthew Tuck, muzician britanic
- 20 ianuarie: Felicitas Woll, actriță germană
- 21 ianuarie: Eve Mayfair, actriță porno americană
- 21 ianuarie: Maria Popistașu, actriță română
- 22 ianuarie: Hannah Mancini, cântăreață americană
- 22 ianuarie: Rudy Riou, fotbalist francez (portar)
- 22 ianuarie: Jonathan Simon Woodgate, fotbalist englez
- 23 ianuarie: Tridsadee Sahawong, actor thailandez (d. 2016)
- 24 ianuarie: Ceci Krasimirova, model bulgară
- 24 ianuarie: Liviu Pleșoianu, politician român
- 25 ianuarie: Xavi (Xavier Hernández Creus), fotbalist spaniol
- 25 ianuarie: Michelle McCool, luptătoare profesionistă de wrestling
- 26 ianuarie: Corina (Corina Monica Ciorbă), cântăreață română
- 26 ianuarie: Cornel-Cristian Resmeriță, politician român
- 27 ianuarie: Marat Safin, jucător rus de tenis
- 28 ianuarie: Yasuhito Endō, fotbalist japonez
- 28 ianuarie: Dejan Rusmir, fotbalist sârb
- 29 ianuarie: Blaine Hogan, actor american
- 29 ianuarie: Ivan Klasnić, fotbalist croat (atacant)
- 30 ianuarie: Mihail Gribușencov, biatlonist rus

### Februarie
- 1 februarie: Simona Spiridon, handbalistă română
- 3 februarie: George Ogăraru, fotbalist român
- 3 februarie: Raluca Sandu, jucătoare română de tenis
- 5 februarie: Cristian Ioan Dancia, fotbalist român
- 9 februarie: Angelos Charisteas, fotbalist grec (atacant)
- 9 februarie: Pierre Ebéde (Pierre Romain Owono Ebéde), fotbalist camerunez (portar)
- 11 februarie: Mark Bresciano, fotbalist australian
- 11 februarie: Theresa Scholze, actriță germană
- 12 februarie: Juan Carlos Ferrero, jucător spaniol de tenis
- 12 februarie: Aliona Lesnicenco, pictoriță ucraineană
- 12 februarie: Christina Ricci, actriță americană
- 13 februarie: Sebastian Walter Kehl, fotbalist german
- 13 februarie: Raluca Ciulei, jucătoare de tenis română
- 14 februarie: Volodîmîr Lukașenko, scrimer ucrainean
- 17 februarie: Loránd-Bálint Magyar, politician român
- 17 februarie: Klemi Saban, fotbalist israelian
- 18 februarie: Cezar Florin Ouatu, cântăreț român
- 20 februarie: Artur Boruc, fotbalist polonez (portar)
- 20 februarie: Dušan Đokić, fotbalist sârb (atacant)
- 20 februarie: Laura-Mihaela Moagher, politician român
- 20 februarie: Artur Boruc, fotbalist polonez
- 21 februarie: Tiziano Ferro, muzician italian
- 21 februarie: Levan Korgalidze, fotbalist georgian (atacant)
- 21 februarie: Vladîslav Treteak, scrimer ucrainean
- 24 februarie: Shinsuke Nakamura, wrestler și luptător de MMA japonez
- 25 februarie: Simona Vintilă, fotbalistă română
- 21 februarie: Jigme Khesar Namgyel Wangchuck, monarh al Bhutanului (din 2006)
- 21 februarie: Gabriel-Ioan Avrămescu, politician
- 26 februarie: Júlio César da Silva e Souza, fotbalist brazilian
- 27 februarie: Constantin Diță, actor român
- 28 februarie: Lucian Bute, pugilist româno-canadian
- 28 februarie: Christian Poulsen, fotbalist danez

### Martie
- 1 martie: Gennaro Bracigliano, fotbalist francez (portar)
- 2 martie: Lance Cade, wrestler american (d. 2010)
- 4 martie: Silvana Bayer, actriță germană
- 4 martie: Rohan Bopanna, jucător de tenis indian
- 4 martie: Mamady Doumbouya, militar și om de stat guineean
- 5 martie: Mariya Yamada, actriță japoneză
- 6 martie: Emilson Sanchez Cribari, fotbalist brazilian
- 6 martie: Yeliz Özel, fotbalistă turcă
- 6 martie: Rodrigo Ferrante Taddei, fotbalist brazilian
- 7 martie: Murat Boz, cântăreț turc
- 7 martie: Laura Prepon, actriță americană
- 8 martie: Lavinia Wilson, actriță germană
- 9 martie: Matthew Gray Gubler, actor american
- 10 martie: Florin Lucian Cernat, fotbalist român
- 12 martie: Césinha (Carlos César dos Santos), fotbalist brazilian (atacant)
- 12 martie: Jérémie N'Jock, fotbalist camerunez (atacant)
- 13 martie: Lucian Iulian Sănmărtean, fotbalist român
- 13 martie: Kim Nam-Gil, actor sud-coreean
- 13 martie: Lucian Sănmărtean, fotbalist român
- 14 martie: Érik Boisse, scrimer francez
- 15 martie: Cristian Măcelaru, violonist și dirijor român
- 16 martie: Ovidiu Nicușor Burcă, fotbalist român
- 18 martie: Sébastien Frey (Sébastien Jacques André Frey), fotbalist francez (portar)
- 20 martie: Marcos Roberto Nascimento da Silva (aka Marcos Tamandaré), fotbalist brazilian
- 20 martie: Marcos Roberto Nascimento da Silva, fotbalist brazilian
- 21 martie: Ronaldinho (n. Ronaldo de Assis Moreira), fotbalist brazilian (atacant)
- 22 martie: Shannon Bex, muziciană americană
- 25 martie: Katrin Ritt, actriță austriacă
- 29 martie: Natalia Avelon, actriță germană
- 30 martie: Katrine Lunde, handbalistă norvegiană
- 30 martie: Mihai Tararache, politician român
- 30 martie: Paula Ungureanu, handbalistă română
- 31 martie: Oleg Țulea, politician din R. Moldova

### Aprilie
- 1 aprilie: Roxana Mânzatu, politician român
- 1 aprilie: Randy Orton, wrestler profesionist și actor românesc
- 1 aprilie: Florin Mircea, politician român
- 2 aprilie: Simona Bucura-Oprescu, politiciană română
- 2 aprilie: Carlos Salcido (Carlos Arnoldo Salcido Flores), fotbalist mexican
- 2 aprilie: Péter Somfai, scrimer maghiar
- 5 aprilie: Ruxanda Glavan, politiciană din R. Moldova
- 5 aprilie: Joris Mathijsen, fotbalist neerlandez
- 5 aprilie: Romulus Daniel Miclea, fotbalist român
- 8 aprilie: Gigel Bucur (n. Gheorghe Bucur), fotbalist român (atacant)
- 8 aprilie: João Paulo Pinto Ribeiro, fotbalist portughez (atacant)
- 8 aprilie: Katee Sackhoff, actriță americană
- 8 aprilie: Arman Karamian, fotbalist armean
- 8 aprilie: Artavazd Karamian, fotbalist armean
- 9 aprilie: Lee Yo Won, actriță sud-coreeană
- 9 aprilie: Lee Yo-won, actriță sud-coreeană
- 10 aprilie: Gro Hammerseng, handbalistă norvegiană
- 11 aprilie: Keiji Tamada, fotbalist japonez (atacant)
- 12 aprilie: Brian McFadden, cântăreț irlandez
- 14 aprilie: Mihai Olteanu, fotbalist român
- 16 aprilie: Paul London, wrestler american
- 17 aprilie: Kiril Petkov, economist bulgar
- 20 aprilie: Mircea Oprea, fotbalist român (atacant)
- 20 aprilie: Jasmin Wagner, cântăreață germană
- 22 aprilie: Nicolas Douchez, fotbalist francez (portar)
- 22 aprilie: Ján Kozák, fotbalist slovac
- 23 aprilie: Taio Cruz, cantautor și producător muzical englez
- 24 aprilie: Elena Băsescu, politiciană română, fiica lui Traian Băsescu
- 25 aprilie: Irfaan Ali, politician guianez, președinte
- 26 aprilie: Jordana Brewster, actriță americană de film, născută în Panama
- 26 aprilie: Channing Tatum, actor de film, dansator și fotomodel american
- 27 aprilie: Anda Adam, cântăreață română
- 29 aprilie: Kian Egan, cântăreț irlandez
- 29 aprilie: Magdalena Tul, cântăreață poloneză

### Mai

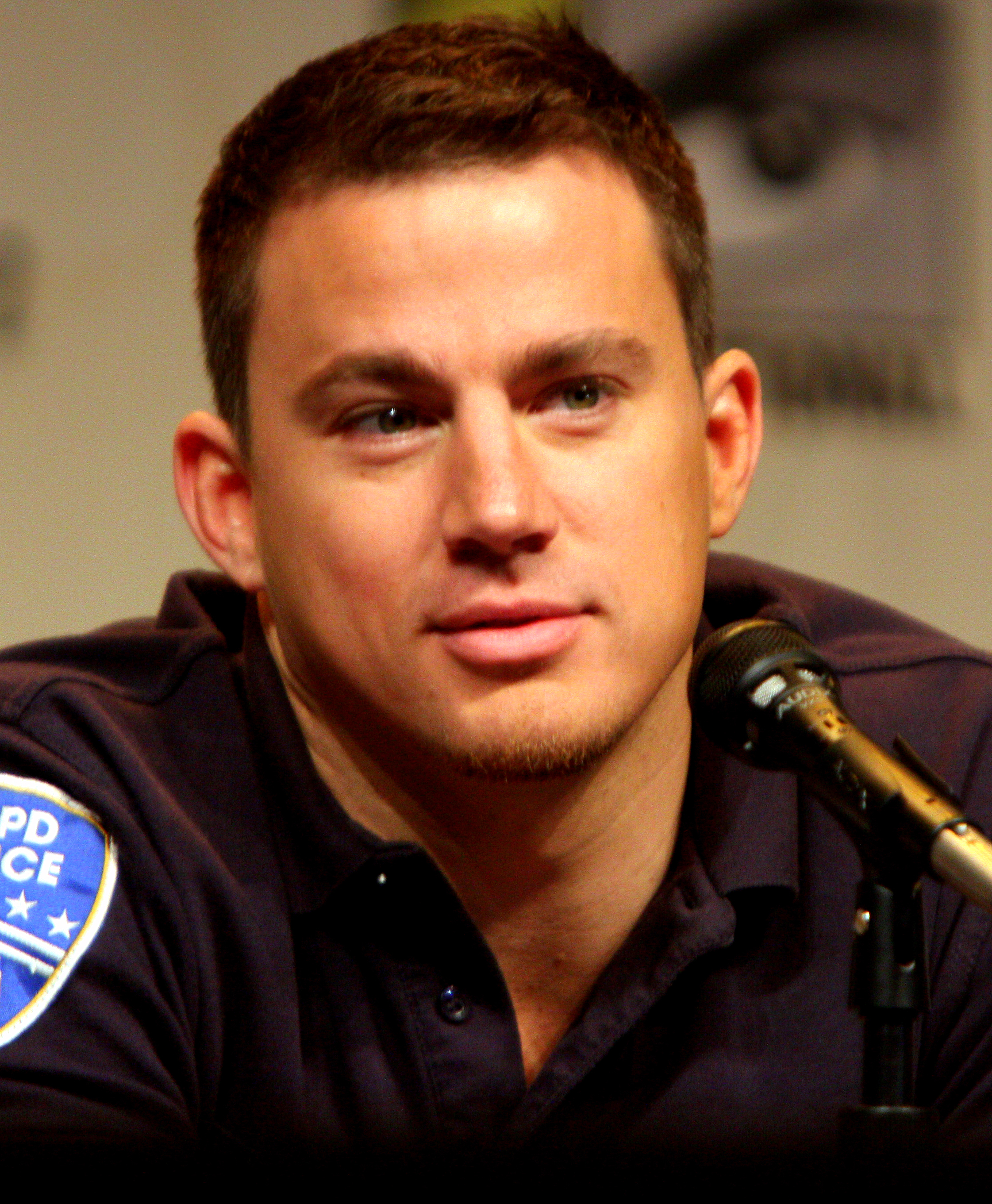
Channing Tatum, actor, dansator și model american
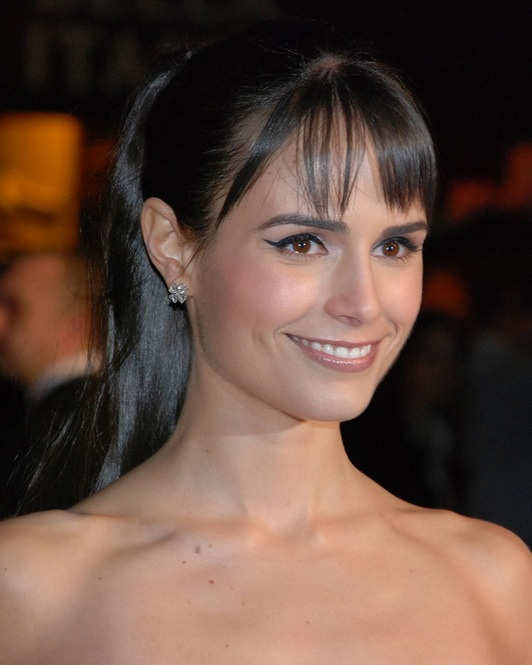
Jordana Brewster, actriță americană de film născută în Panama
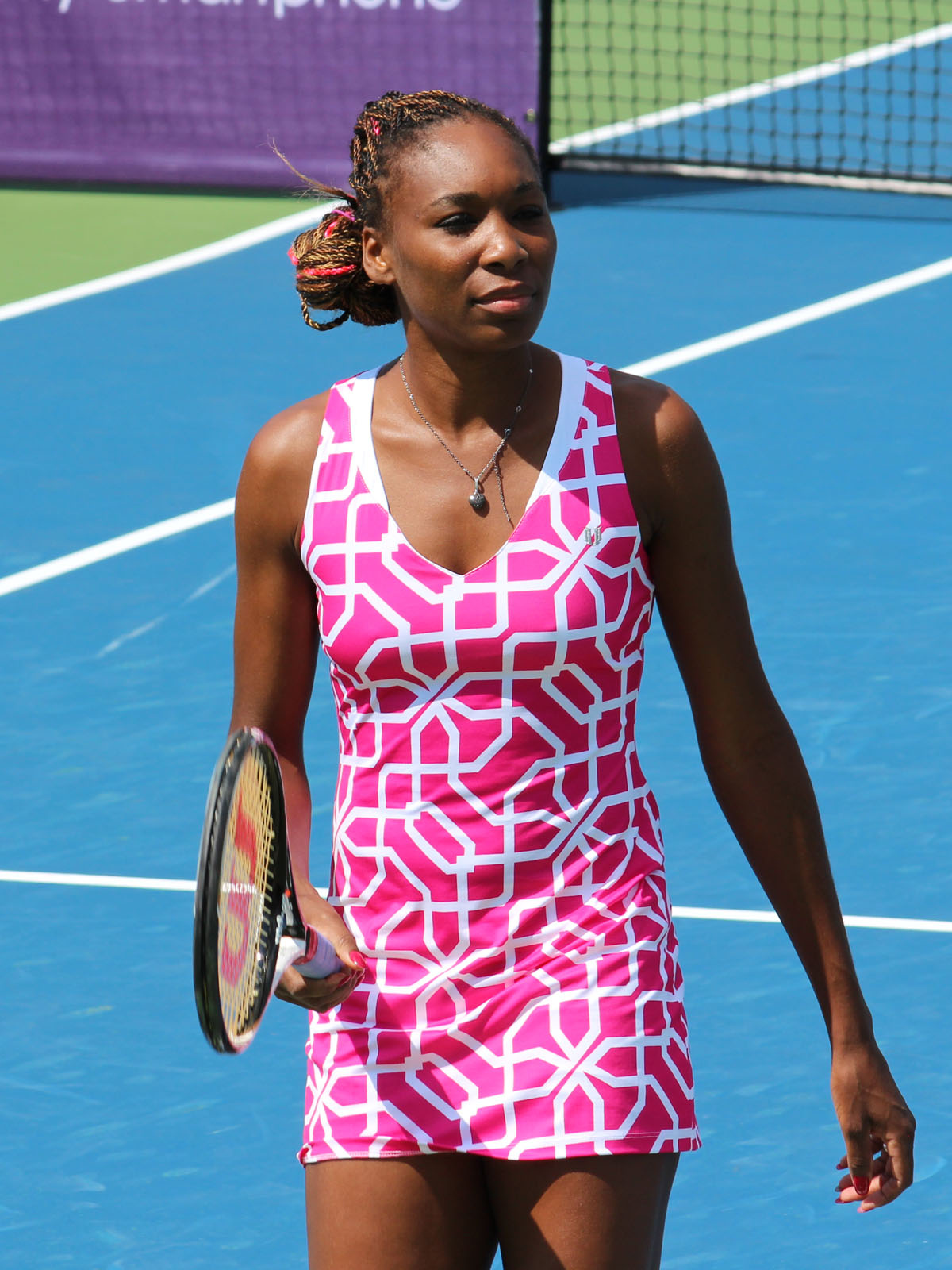
Venus Williams, jucătoare americană de tenis de câmp
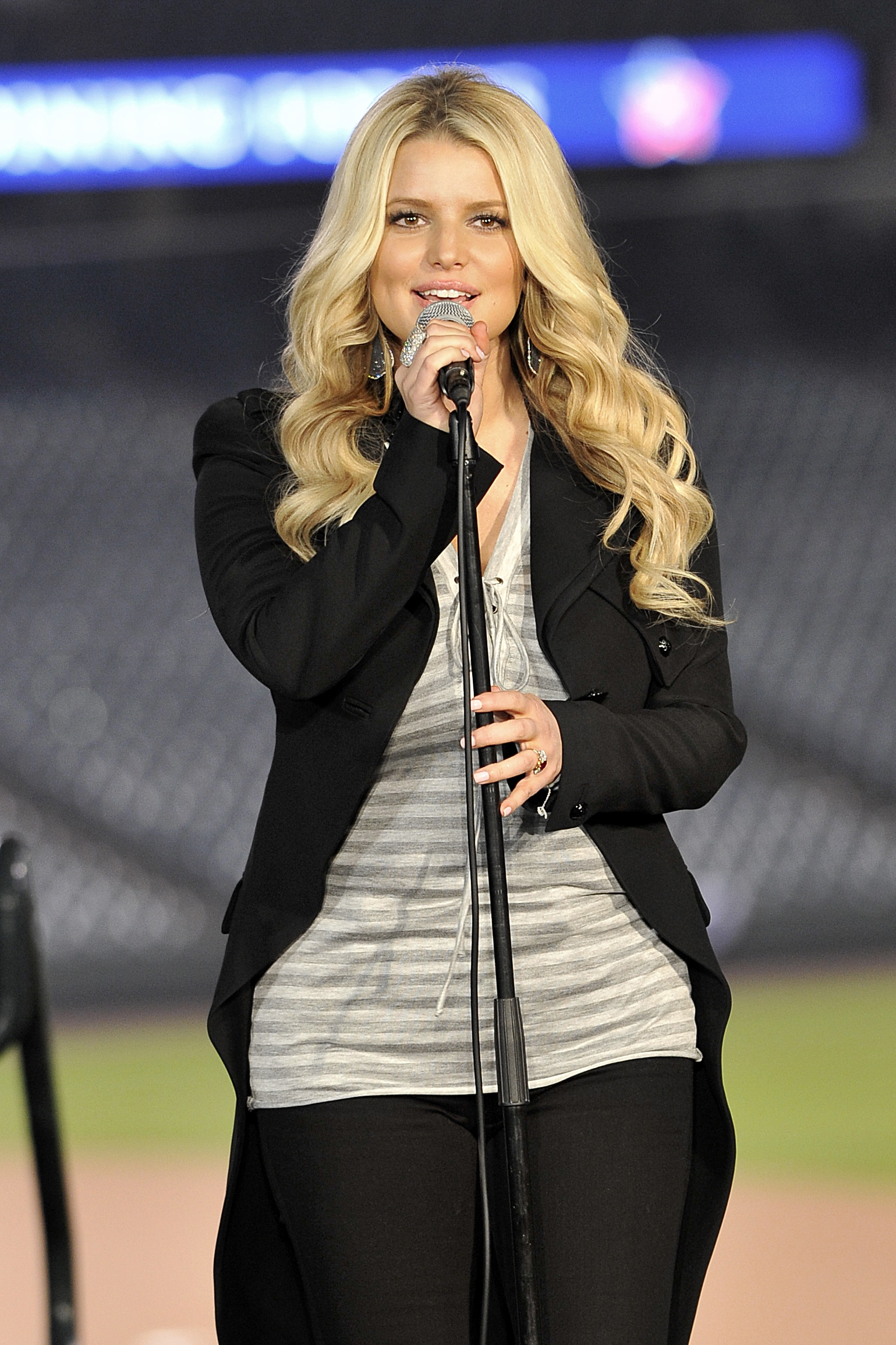
Jessica Simpson, cântăreață și actriță americană

- 1 mai: Zaz (Isabelle Geffroy), cântăreață franceză
- 2 mai: Claudinei Alexandre Aparecido, fotbalist brazilian (atacant)
- 2 mai: Tim Borowski, fotbalist german
- 2 mai: Zatyiah Knight, fotbalist britanic
- 3 mai: Mircea Alexandru Bornescu, fotbalist român (portar)
- 3 mai: Andrea Cossu, fotbalist italian
- 4 mai: Masashi Oguro, fotbalist japonez (atacant)
- 5 mai: Yossi Benayoun, fotbalist israelian
- 5 mai: Ionuț-Sorin Banciu, politician
- 7 mai: Adrian Crișan, jucător român de tenis de masă
- 7 mai: Gianna Terzi, cântăreață greacă
- 9 mai: Nicolae Constantin Dică, fotbalist român
- 9 mai: Norihiro Nishi, fotbalist japonez
- 10 mai: Cristina Nemerovschi, scriitoare română
- 12 mai: Rishi Sunak, Prim-ministru al Marii Britanii (din 2022)
- 14 mai: Zdeněk Grygera, fotbalist ceh
- 14 mai: Daisuke Ichikawa, fotbalist japonez
- 14 mai: Ionuț Sibinescu, politician român
- 17 mai: Ariën van Weesenbeek, muzician neerlandez
- 18 mai: Michaël Llodra, jucător francez de tenis
- 18 mai: Diego Pérez (Diego Fernando Pérez Aguado), fotbalist uruguayan
- 19 mai: Moeneeb Josephs, fotbalist sud-african (portar)
- 20 mai: Juliana Pasha, cântăreață albaneză
- 22 mai: Rena Tanaka, actriță japoneză
- 23 mai: Theofanis Gekas, fotbalist grec (atacant)
- 23 mai: Lane Garrison, actor american
- 25 mai: Eugen Cătălin Baciu, fotbalist român
- 27 mai: Bogdan Barbu, pilot de raliuri, român
- 27 mai: Bogdan Drăgoi, economist român
- 28 mai: Roxana Han Gatzel, handbalistă română
- 29 mai: Ilaria Bianco, scrimeră italiană
- 29 mai: Bohdan Nikișîn, scrimer ucrainean

### Iunie
- 3 iunie: Amauri (Amauri Carvalho de Oliveira), jucător italian de fotbal de etnie braziliană (atacant)
- 3 iunie: Tamim bin Hamad Al Thani, emir al Qatarului (din 2013)
- 5 iunie: Victor Slav, manechin, și vedetă de televiziune, român
- 9 iunie: Sascha Kirschstein, fotbalist german (portar)
- 9 iunie: Nikolai Novosjolov, scrimer estonian
- 9 iunie: Marcin Wasilewski, fotbalist polonez
- 12 iunie: Michal Kubala, fotbalist slovac
- 13 iunie: Kenenisa Bekele, atlet etiopian
- 13 iunie: Sarah Connor, cântăreață germană
- 13 iunie: Florent Johan Malouda, fotbalist francez
- 13 iunie: Daniel-Codruț Blaga, politician
- 14 iunie: Mihai Bobonete, actor român
- 14 iunie: Mariné Galstyan, actriță armeană de teatru și film
- 15 iunie: Iker Romero, handbalist spaniol
- 16 iunie: Brandão (Evaeverson Lemos da Silva), fotbalist brazilian (atacant)
- 16 iunie: Sibel Kekilli, actriță germană
- 16 iunie: Daré Nibombé, fotbalist togolez
- 17 iunie: Venus Williams, jucătoare americană de tenis, sora Serenei Williams
- 18 iunie: David Giuntoli, actor american
- 18 iunie: Radu-Cosmin Preda, politician român
- 18 iunie: Sinta Weisz, actriță germană
- 21 iunie: Cristina Rus, cântăreață română de muzică dance/pop
- 22 iunie: Stephanie Jacobsen, actriță australiană
- 23 iunie: Francesca Schiavone, jucătoare italiană de tenis
- 24 iunie: Cicinho (Cícero João de Cézare), fotbalist brazilian
- 24 iunie: Minka Kelly, actriță americană
- 25 iunie: Inma Cuesta, actriță spaniolă
- 25 iunie: Alexandru Nazare, politician român
- 27 iunie: Hugo Armando Campagnaro, fotbalist argentinian
- 27 iunie: Takahiro Futagawa, fotbalist japonez
- 30 iunie: Ion Ceban, politician din R. Moldova

### Iulie
- 1 iulie: Carmen Lopăzan, actriță română
- 1 iulie: Ioana Petrescu, economistă română
- 1 iulie: Mircea Fechet, politician român
- 3 iulie: Tatiana Logunova, scrimeră rusă
- 4 iulie: Anda Perianu, jucătoare română de tenis
- 5 iulie: Csaba Borbély, fotbalist român (atacant)
- 5 iulie: David Rozehnal (David Sebastian Klement Rozehnal), fotbalist ceh
- 6 iulie: Pau Gasol, baschetbalist spaniol
- 8 iulie: Robbie David Keane, fotbalist irlandez (atacant)
- 10 iulie: Jessica Simpson, cântăreață și actriță americană
- 11 iulie: Valentin Iliev, fotbalist bulgar
- 12 iulie: Irina Embrich, scrimeră estonă
- 14 iulie: Ovidiu Hațegan, arbitru român de fotbal
- 15 iulie: Jasper Pääkkönen, actor finlandez
- 17 iulie: Maya Lawrence, scrimeră americană
- 18 iulie: Kristen Bell, actriță americană
- 18 iulie: Oana Bîzgan, deputată română
- 18 iulie: Bogdan-Ionel Rodeanu, politician român
- 19 iulie: Miloš Buchta, fotbalist ceh (portar)
- 19 iulie: Marius-Alexandru Dunca, politician român
- 20 iulie: Gisele Bündchen, autoare, femeie de afaceri, fotomodel, activistă și actriță braziliancă de origine germană
- 21 iulie: Sami Yusuf, muzician britanic
- 22 iulie: Scott Dixon, pilot neozeelandez de Formula IndyCar
- 22 iulie: Dirk Kuyt, fotbalist din neerlandez (atacant)
- 22 iulie: Marco Marchionni, fotbalist italian
- 22 iulie: Kate Ryan, cântăreață belgiancă
- 23 iulie: Selen Öztürk, actriță turcă
- 23 iulie: Michelle Williams, cântăreață americană
- 24 iulie: Iulia Vântur, prezentatoare de televiziune, fotomodel și actriță română
- 26 iulie: Jacinda Ardern, politiciană neozeelandeză
- 27 iulie: Vasilică Cristocea, fotbalist român
- 27 iulie: Dolph Ziggler (Nicholas Theodore Nemeth), wrestler american
- 27 iulie: Nick Nemeth, wrestler american
- 29 iulie: Fernando González, jucător chilian de tenis
- 29 iulie: Hjálmar Jónsson, fotbalist islandez
- 30 iulie: Celeste Ng, romancieră americană
- 31 iulie: Mikko Hirvonen, pilot de raliuri finlandez

### August
- 2 august: João Pedro Mingote, fotbalist portughez (portar)
- 2 august: Dumitrița Gliga, politiciană română
- 4 august: João Paulo (João Paulo Pinto Ribeiro), fotbalist portughez
- 5 august: Wayne Bridge (Wayne Michael Bridge), fotbalist englez
- 5 august: Jason Culina, fotbalist australian
- 6 august: Vitantonio Liuzzi, pilot italian de Formula 1
- 6 august: Ovidiu Tonița, rugbist român
- 6 august: Roman Weidenfeller, fotbalist german (portar)
- 6 august: Weldon (Weldon Santos de Andrade), fotbalist brazilian (atacant)
- 7 august: George Blay, fotbalist ghanez
- 7 august: Seiichiro Maki, fotbalist japonez (atacant)
- 7 august: Augustin Viziru, actor român
- 8 august: Victor Sintès, scrimer francez
- 8 august: Shayna Baszler, luptătoare de wrestling și arte marțiale mixte americană
- 10 august: Aaron Staton, actor american
- 10 august: Ion Sula, politician din R. Moldova
- 11 august: Sébastien Squillaci, fotbalist francez
- 13 august: Ciprian Mircea Manea, fotbalist român (portar)
- 16 august: Jared MacEachern, muzician american
- 16 august: Péter Jakab, politician maghiar
- 17 august: Daniel Gonzáles Güiza, fotbalist spaniol (atacant)
- 17 august: Daniel Marius Onofraș, fotbalist român (atacant)
- 18 august: João Artur Rosa Alves, fotbalist portughez
- 18 august: Esteban Cambiasso (Esteban Matías Cambiasso Deleau), fotbalist argentinian
- 18 august: Emir Spahić, fotbalist bosniac
- 19 august: Adrian Lulgjuraj, cântăreț albanez
- 22 august: Cristian Neamțu, fotbalist român (portar), (d. 2002)
- 23 august: Oana-Gianina Bulai, politiciană
- 26 august: Chris Pine, actor american de film
- 26 august: Macaulay Culkin, actor american
- 27 august: Oana-Alexandra Cambera, politiciană
- 28 august: Rachel Khoo, bucătar, scriitor și radiodifuzor britanic
- 28 august: Petra Schmidt-Schaller, actriță germană
- 29 august: Corina Giorgiana Ungureanu, sportivă română (gimnastică artistică) și antrenoare

### Septembrie
- 3 septembrie: Polina Smolova, cântăreață belarusă
- 4 septembrie: Florin-Ionuț Barbu, politician român
- 4 septembrie: Nicolae Diaconu, jucător român de polo pe apă
- 5 septembrie: Marianna Madia, politiciană italiană
- 5 septembrie: Siluan Ciornei, episcop ortodox ucrainean
- 7 septembrie: Emre Belözoğlu, fotbalist turc
- 7 septembrie: Nigar Jamal, cântăreață azeră
- 7 septembrie: Gabriel Milito (Gabriel Alejandro Milito), fotbalist argentinian
- 7 septembrie: J. D. Pardo (Jorge Daniel Pardo), actor american
- 7 septembrie: Rikke Skov, handbalistă daneză
- 8 septembrie: Bernard Goumou, om de stat guineean, prim-ministru (20 august 2022 - 19 februarie 2024)
- 8 septembrie: Attila Hadnagy, fotbalist român
- 8 septembrie: Mariana Solomon, atletă română
- 9 septembrie: Michelle Williams (Michelle Ingrid Williams), actriță americană
- 11 septembrie: Antônio Pizzonia, pilot brazilian de Formula 1 și IndyCar
- 11 septembrie: Julien Sablé, fotbalist francez
- 12 septembrie: Adrian Gheorghe Iordache, fotbalist român
- 12 septembrie: Nicoleta Luciu, fotomodel și actriță română
- 14 septembrie: Ivan Radeljić, fotbalist bosniac
- 16 septembrie: Valentin Iliev, fotbalist bulgar
- 18 septembrie: Daniela Cârlan, atletă română
- 18 septembrie: Charles Hedger, muzician britanic
- 20 septembrie: Robert Koren, fotbalist sloven
- 21 septembrie: Henriette Mikkelsen, handbalistă daneză
- 23 septembrie: Robert Ghindeanu, fotbalist român
- 24 septembrie: John Arne Riise (John Arne Semundseth Riise), fotbalist norvegian
- 26 septembrie: Patrick Friesacher, pilot austriac de Formula 1
- 26 septembrie: Kazuki Ganaha, fotbalist japonez (atacant)
- 27 septembrie: Moony (Monica Bragato), cântăreață italiană
- 29 septembrie: Răzvan Florea, înotător român
- 28 septembrie: Sergiu Sîrbu, om politic din R. Moldova
- 30 septembrie: Martina Hingis, jucătoare elvețiană de tenis

### Octombrie

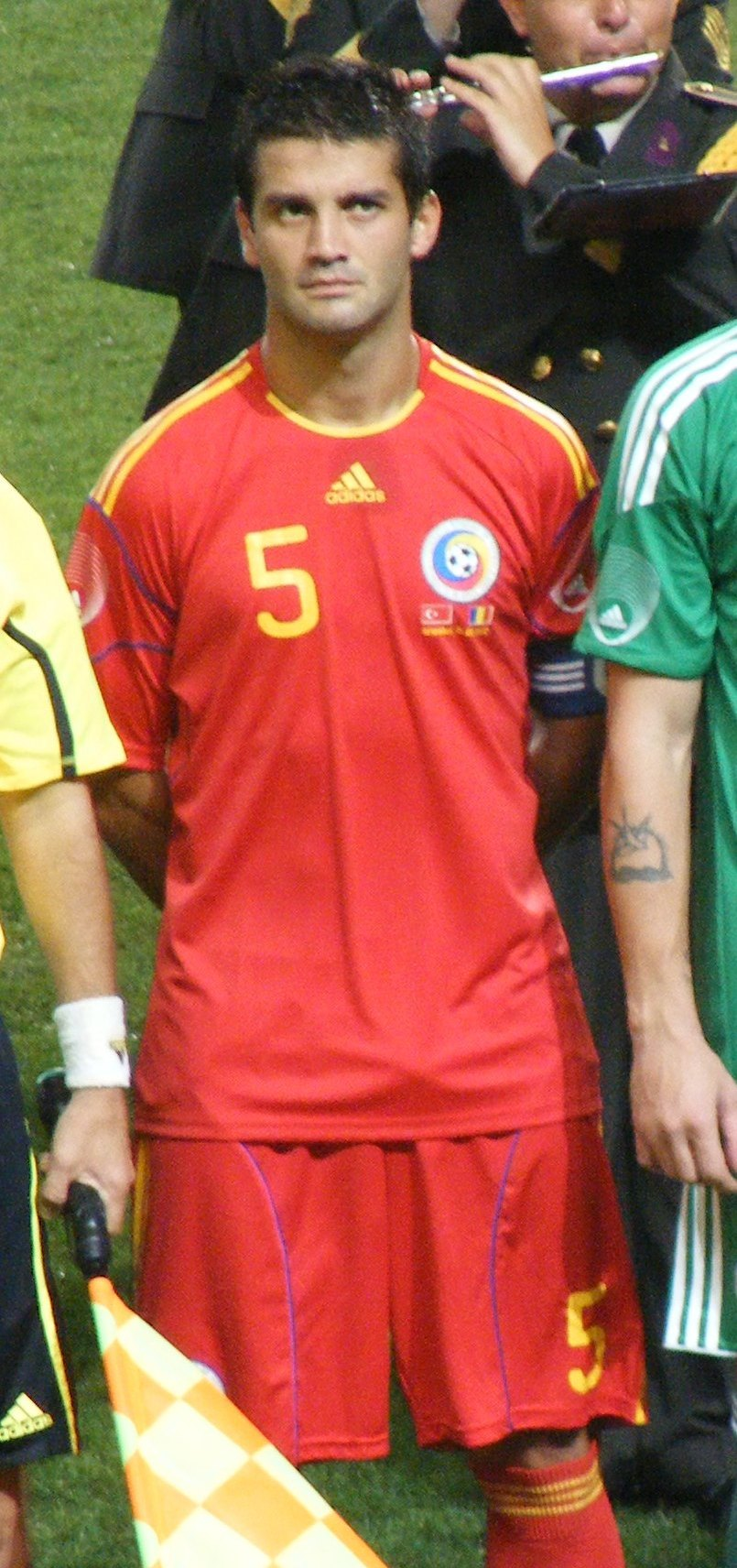
Cristian Chivu, fotbalist român
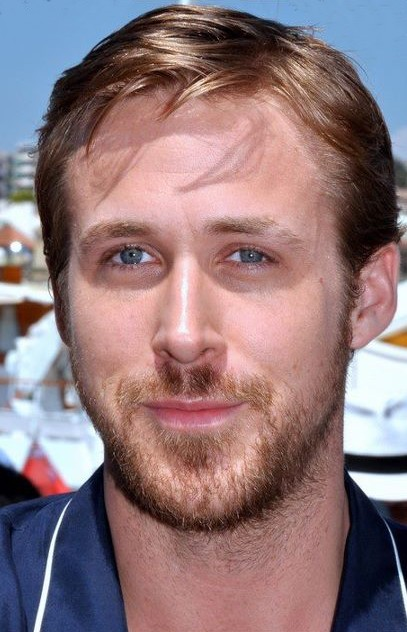
Ryan Gosling, actor, scenarist, regizor și muzician canadian
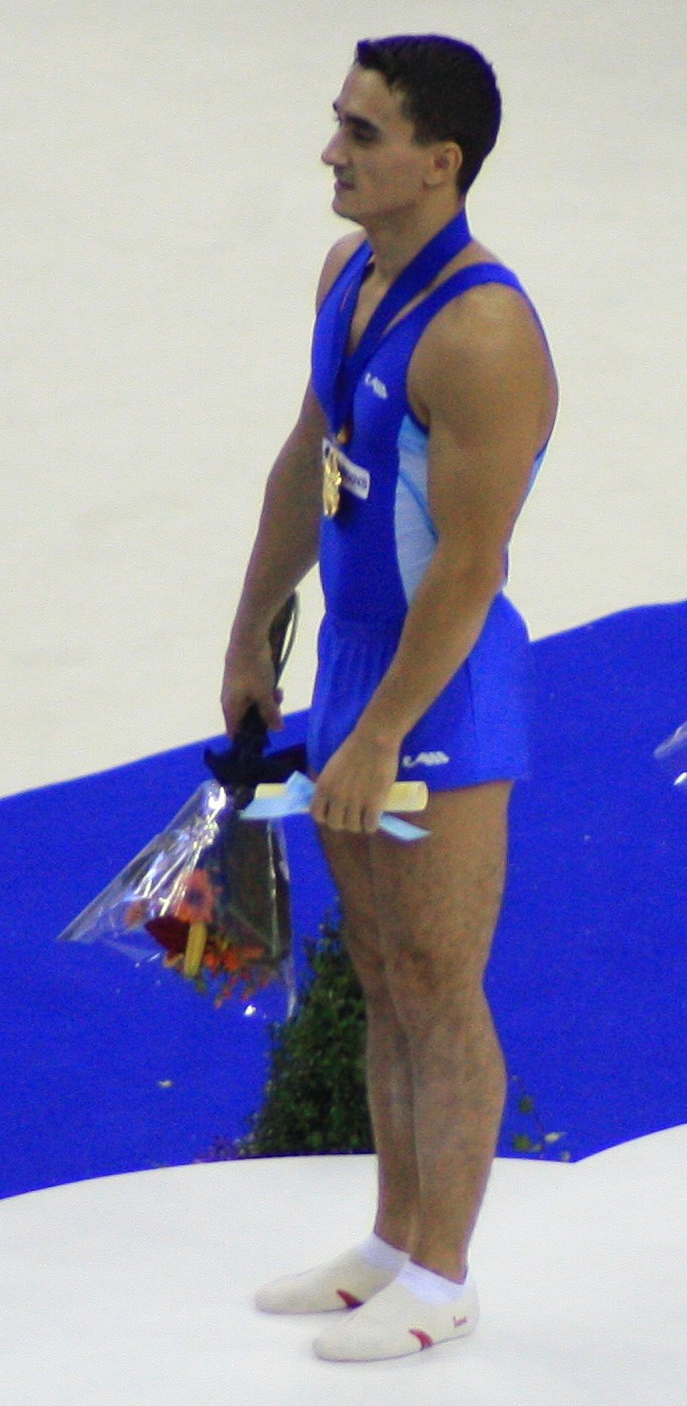
Marian Drăgulescu, gimnast român
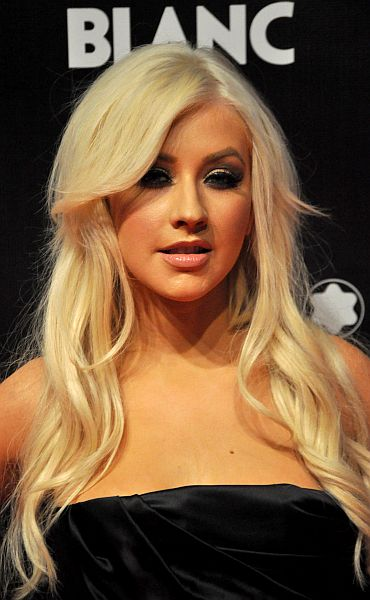
Christina Aguilera, cântăreață, actriță și compozitoare americană

- 1 octombrie: Mourtala Diakité, fotbalist malian
- 2 octombrie: Marius Croitoru, fotbalist român
- 2 octombrie: Filipe de Andrade Teixeira, fotbalist portughez
- 4 octombrie: James Jones, baschetbalist american
- 4 octombrie: Tomáš Rosický, fotbalist ceh
- 5 octombrie: Humberlito Borges, fotbalist brazilian (atacant)
- 7 octombrie: Stanislav Ivanov, fotbalist din R. Moldova
- 8 octombrie: The Miz, luptător de wrestling și actor american
- 11 octombrie: Rui Duarte (Rui Sandro de Carvalho Duarte), fotbalist portughez
- 11 octombrie: Wesley (Wesley Lopes da Silva), fotbalist brazilian (atacant)
- 13 octombrie: Magor Csibi, politician român
- 13 octombrie: David Haye, boxer britanic
- 13 octombrie: Miguel Tininho (Miguel Ângelo Karim Simões Fazenda), fotbalist mozambican
- 14 octombrie: Victoraș Iacob (Victoraș Constantin Iacob), fotbalist român (atacant)
- 14 octombrie: Niels Lodberg (Niels Lodberg Pedersen), fotbalist danez
- 16 octombrie: Dragoș Coman, înotător român
- 16 octombrie: Jeremy Dunn Jackson, actor (Baywatch) și cântăreț american
- 17 octombrie: Cristian Lucian Munteanu, fotbalist român
- 19 octombrie: Benjamin Salisbury (Benjamin David Salisbury), actor american
- 20 octombrie: Fabrice Jeannet, scrimer francez
- 21 octombrie: Maricela Cobuz, politician român
- 21 octombrie: Kim Kardashian (Kimberly Noel Kardashian), femeie de afaceri, fotomodel și personalitate TV americană
- 22 octombrie: Șahan Gökbakar, actor turc
- 26 octombrie: Cristian Chivu (Cristian Eugen Chivu), fotbalist român
- 26 octombrie: Constantin-Bogdan Matei, politician român
- 27 octombrie: Henriett Seth F. (n. Henrietta Fajcsák), artistă maghiară
- 27 octombrie: Tanel Padar, cântăreț estonian
- 28 octombrie: Salih Jaber, fotbalist irakian (atacant)
- 29 octombrie: Miguel Cotto (Miguel Ángel Cotto Vázquez), boxer portorican
- 29 octombrie: Ben Foster (Benjamin A. Foster), actor american
- 30 octombrie: Eduard Kunz, muzician rus
- 31 octombrie: Kengo Nakamura, fotbalist japonez
- 31 octombrie: Kateřina Tučková, scriitoare cehă

### Noiembrie
- 1 noiembrie: Ovidiu-Sergiu Bîlcea, politician român
- 2 noiembrie: Diego Alfredo Lugano Moreno, fotbalist uruguayan
- 2 noiembrie: Marius Croitoru, fotbalist și antrenor român
- 3 noiembrie: Ilia Kostunov, politician rus
- 4 noiembrie: Dan Stoenescu, diplomat român, ministru pentru românii de pretutindeni, ambasador
- 5 noiembrie: Mohammed Hamza, fotbalist ghanez (atacant)
- 5 noiembrie: Christoph Metzelder (Christoph Tobias Metzelder), fotbalist german
- 7 noiembrie: Vladimir Cebotari, politician din R. Moldova
- 7 noiembrie: Vasile-Daniel Suciu, politician român
- 8 noiembrie: Geraldo Alves (Geraldo Washington Regufe Alves), fotbalist portughez
- 8 noiembrie: Luís Fabiano (Luís Fabiano Clemente), fotbalist brazilian (atacant)
- 10 noiembrie: Radu Almășan, muzician român
- 10 noiembrie: Wesley Lopes da Silva, fotbalist brazilian
- 10 noiembrie: Andrei Bușilă, poloist român
- 11 noiembrie: Papa Malick Ba, fotbalist senegalez
- 11 noiembrie: Dick Lövgren, muzician suedez
- 12 noiembrie: Nur Fettahoğlu, actriță turcă
- 12 noiembrie: Ryan Gosling, actor, scenarist, regizor și muzician canadian
- 12 noiembrie: Benoît Pedretti, fotbalist francez
- 14 noiembrie: Nicolas Lopez, scrimer francez
- 15 noiembrie: Mirela Furtună, politiciană română
- 16 noiembrie: Gustavo Paruolo, fotbalist argentinian
- 16 noiembrie: Juliano Gonçalves Spadacio, fotbalist brazilian
- 17 noiembrie: Anna Azerli, cântăreață italiană
- 18 noiembrie: Valeriu Calancea, halterofil român
- 20 noiembrie: Ioana Mihăilă, ministru român al Sănătății
- 21 noiembrie: Kazumichi Takagi, fotbalist japonez
- 24 noiembrie: Beth Phoenix (Elizabeth Kocianski), wrestleriță americană
- 24 noiembrie: Bobi Verdeș (Bobi Gheorghiță Verdeș), fotbalist român (atacant)
- 25 noiembrie: Aaron Mokoena, fotbalist sud-african
- 26 noiembrie: Aruna Dindane, fotbalist ivorian (atacant)
- 26 noiembrie: George-Edward Dircă, politician român
- 26 noiembrie: Albert Montañés, jucător spaniol de tenis
- 29 noiembrie: Chun Jung-myung, actor sud-coreean
- 29 noiembrie: Rareș Tudor Pop, politician român

### Decembrie
- 2 decembrie: Iosif Kalai, fotbalist român
- 3 decembrie: Iulian Apostol (Iulian Cătălin Apostol), fotbalist român
- 4 decembrie: Irena Boclincă, actriță din R. Moldova
- 5 decembrie: Ibrahim Maalouf, muzician francez
- 6 decembrie: Dan Balauru (Nicolae Daniel Balauru), fotbalist român
- 6 decembrie: Cindy Crawford, actriță porno americană
- 7 decembrie: John Terry (John George Terry), fotbalist englez
- 9 decembrie: Gina Pistol (n. Georgeta Pistol), fotomodel, vedetă de televiziune și prezentatoare TV din România
- 9 decembrie: Adrian Iordache (Adrian Gheorghe Iordache), fotbalist român
- 10 decembrie: David Deejay (n. Adrian Cristian Colceru), DJ, compozitor și producător român
- 10 decembrie: Ciprian Petre (Ciprian Cătălin Petre), fotbalist român
- 11 decembrie: Constantin-Alin Bucur, politician român
- 12 decembrie: Dorin Goian (Nicolae Dorin Goian), fotbalist român
- 13 decembrie: Oljas Bektenov, politician kazah, prim-ministru
- 14 decembrie: Didier Zokora (Déguy Alain Didier Zokora), fotbalist ivorian
- 15 decembrie: Annalena Baerbock, politician german
- 16 decembrie: Baek Bong-ki, actor sud-coreean
- 17 decembrie: Ryan Hunter-Reay, pilot american de Formula IndyCar
- 18 decembrie: Christina Aguilera (Christina Maria Aguilera), cântăreață, actriță și compozitoare americană
- 18 decembrie: Marian Drăgulescu, sportiv român (gimnastică artistică)
- 19 decembrie: Jake Gyllenhaal (Jacob Benjamin Gyllenhaal), actor american
- 19 decembrie: Diego Ruiz (Diego Alejandro Ruiz), fotbalist argentinian (atacant)
- 20 decembrie: Ashley Cole, fotbalist englez
- 20 decembrie: Martín Demichelis (Martín Gastón Demichelis), fotbalist argentinian
- 20 decembrie: Anthony da Silva, fotbalist portughez
- 21 decembrie: Rita Borbás, handbalistă română
- 24 decembrie: Stephen Appiah, fotbalist ghanez
- 24 decembrie: Cristian Ciubotariu (Cristian Valeriu Ciobotariu), fotbalist român (atacant)
- 26 decembrie: Jo Jung-suk, actor sud-coreean
- 26 decembrie: Jean Emmanuel Ouédraogo, jurnalist, prezentator și om de stat din Burkina Faso, prim-ministru al Burkina Faso
- 27 decembrie: Cesaro (Claudio Castagnol), wrestler elvețian
- 28 decembrie: Valeriu Munteanu, politician din Republica Moldova
- 29 decembrie: Marius Iulian Doboș, fotbalist român

## Decese

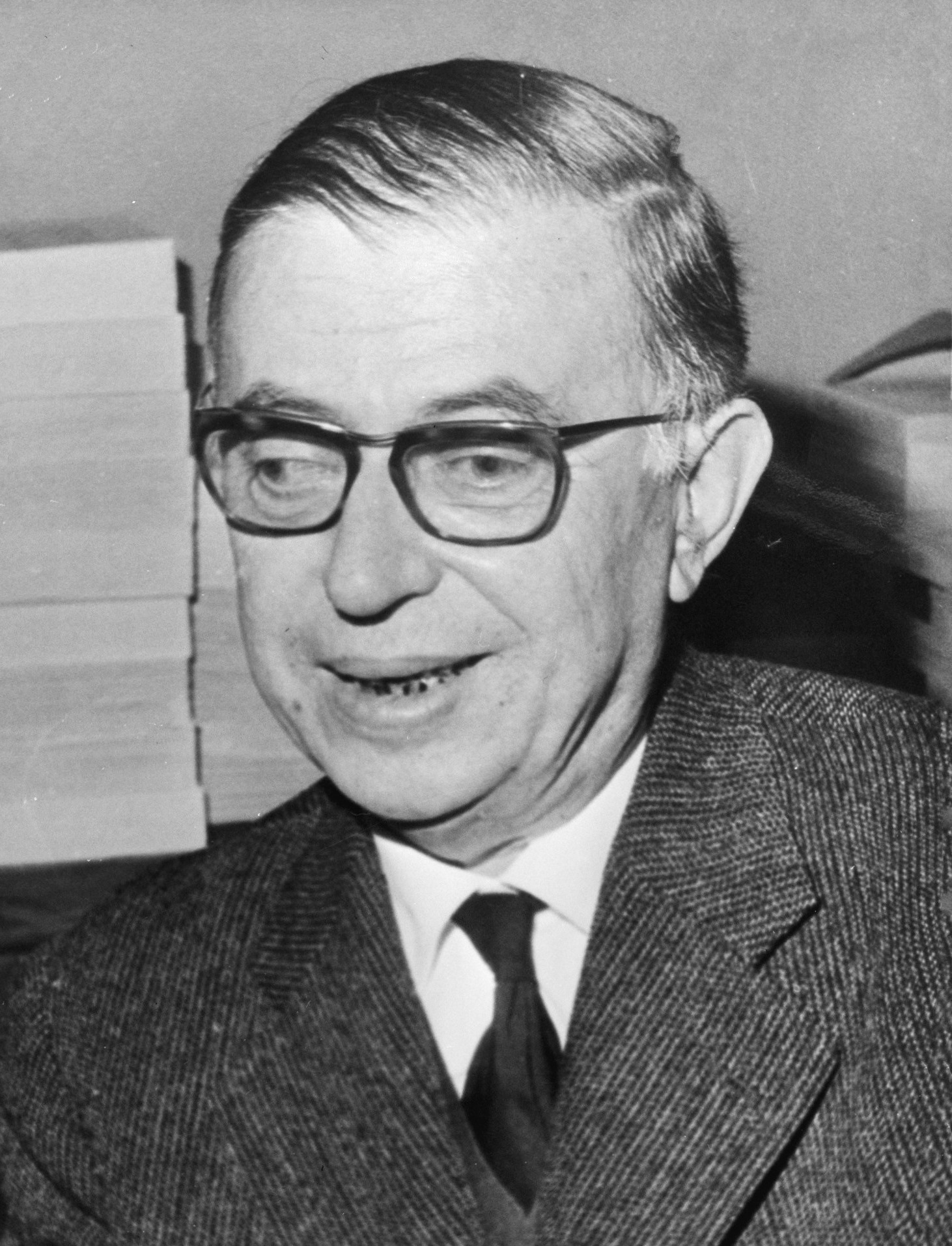
Jean-Paul Sartre, filozof, nuvelist, critic literar, jurnalist, militant social și scriitor francez
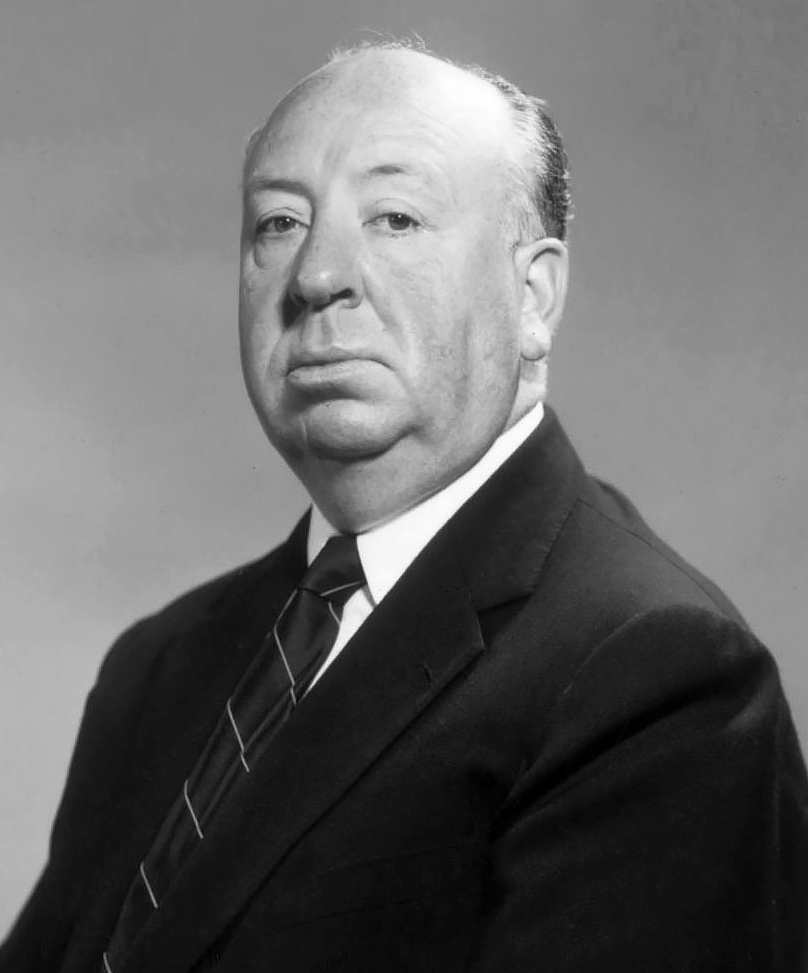
Alfred Hitchcock, regizor și producător britanic
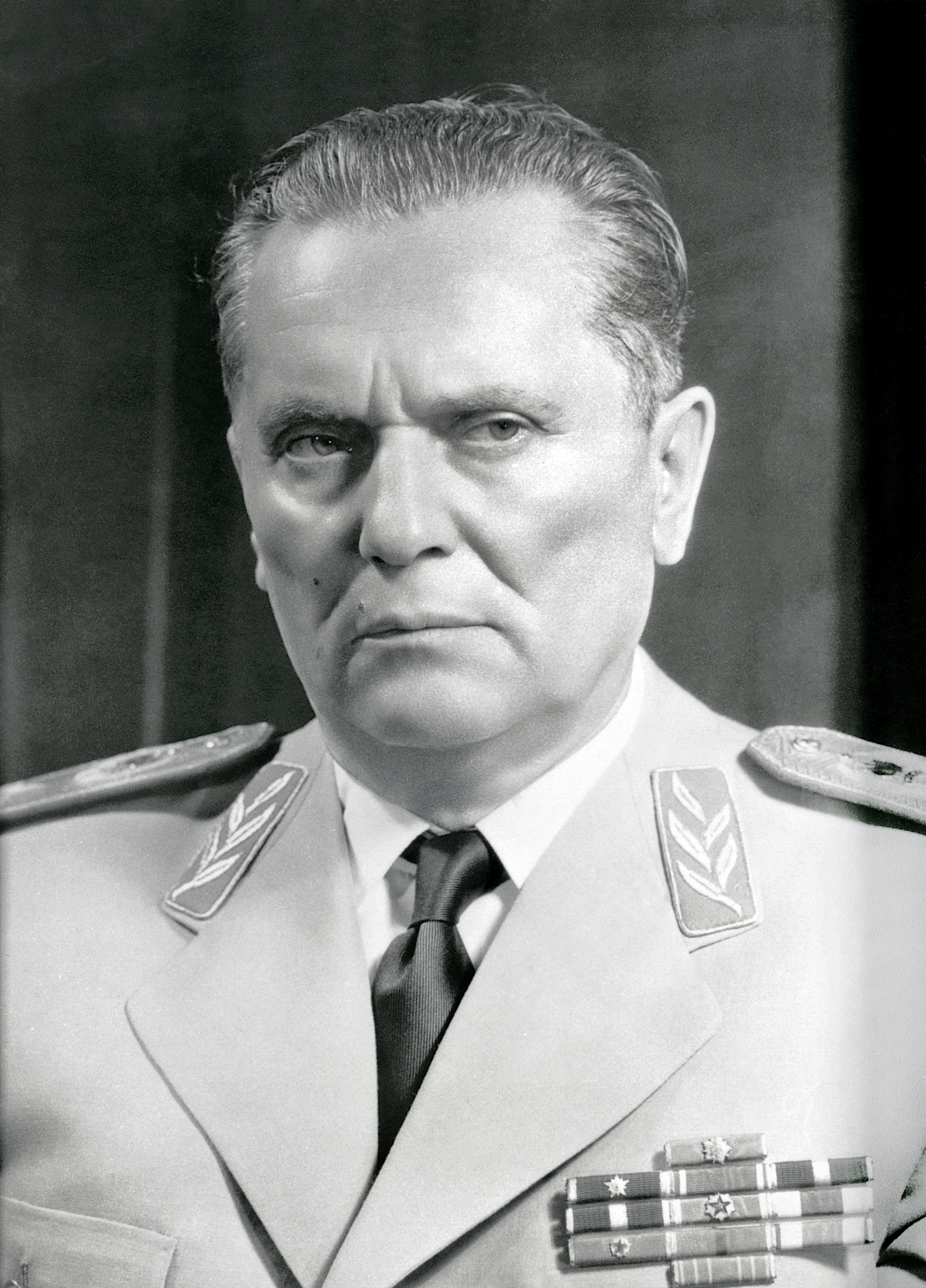
Iosip Broz Tito, revoluționar comunist iugoslav, primul prim-ministru și al 2-lea președinte al RSF Iugoslavia
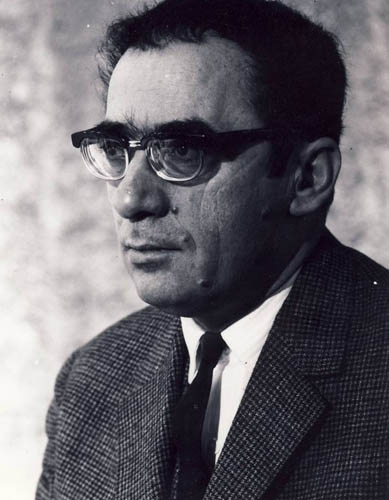
Marin Preda, scriitor român

- 1 ianuarie: Ernest Cormier, 94 ani, arhitect canadian (n. 1885)
- 1 ianuarie: Fritz Strassmann (Friedrich Wilhelm Straßmann), 78 ani, chimist german (n. 1902)
- 10 ianuarie: Petru Caraman, 81 ani, filolog român (n. 1898)
- 11 ianuarie: Celia Sánchez (Celia Sánchez Manduley), 59 ani, femeie-soldat cubaneză (n. 1920)
- 15 ianuarie: Constantin Motaș, 88 ani, biolog român (n. 1891)
- 20 ianuarie: Rudolf Bürger, 71 ani, fotbalist român de etnie germană (n. 1908)
- 20 ianuarie: Ilie Subășeanu, 73 ani, fotbalist român (n. 1908)
- 26 ianuarie: Gheorghi Karaslavov, 76 ani, scriitor bulgar (n. 1904)
- 4 februarie: Camara Laye, 52 ani, scriitor guineean (n. 1928)
- 8 februarie: Antim Angelescu, 86 ani, episcop român (n. 1893)
- 10 februarie: Albert Murray, Baron Murray of Gravesend, 50 ani, politician britanic (n. 1930)
- 13 februarie: Hans Hermann, 95 ani, pictor sas (n. 1885)
- 13 februarie: David Janssen (n. David Harold Meyer), 48 ani, actor american (n. 1931)
- 16 februarie: Edward Thomas Copson, 78 ani, matematician britanic (n. 1901)
- 17 februarie: Oskar Paulini, 75 ani, scriitor german (n. 1904)
- 21 februarie: Aldo Andreotti, 55 ani, matematician italian (n. 1924)
- 29 februarie: Gheorghe Ștefan, 80 ani, istoric și arheolog român, membru corespondent al Academiei Române (n. 1899)
- 6 martie: Virgil Alexandru Dragalina, ofițer de marină român și scriitor (n. 1890)
- 8 martie: Friedrich Hecht, 76 ani, chimist austriac (n. 1903)
- 10 martie: William Kroll, 79 ani, muzician american (n. 1901)
- 12 martie: Eugeniu Ștefănescu-Est, poet, caricaturist român (n. 1881)
- 18 martie: Erich Fromm (Erich Seligmann Fromm), 79 ani, psiholog german (n. 1900)
- 18 martie: Tamara de Lempicka (n. Tamara Gorska), 81 ani, pictoriță poloneză (n. 1898)
- 21 martie: Șerban C. Solacolu, 74 ani, chimist român (n. 1905)
- 25 martie: Ioan D. Chirescu (Ioan Dumitru Chirescu), 91 ani, compozitor român (n. 1889)
- 8 aprilie: Ion Emil Brückner, 68 ani, medic român (n. 1912)
- 14 aprilie: Gianni Rodari, 59 ani, scriitor italian de literatură pentru copii (n. 1920)
- 15 aprilie: Jean-Paul Sartre (n. Jean-Paul Charles Aymard Sartre), 74 ani, filosof, critic literar, nuvelist, jurnalist, militant social și scriitor francez (n. 1905)
- 16 aprilie: Morris Stoloff, 81 ani, compozitor american (n. 1898)
- 24 aprilie: Alejo Carpentier (Alejo Carpentier y Valmont), 75 ani, romancier cubanez (n. 1904)
- 25 aprilie: Mario Bava, 65 ani, regizor și scenarist italian (n. 1914)
- 26 aprilie: Stanisław Gołąb, 77 ani, matematician polonez (n. 1902)
- 29 aprilie: Alfred Joseph Hitchcock, 80 ani, regizor și producător britanic de film (n. 1899)
- 2 mai: George Pal (n. György Pál Marczincsak), 72 ani, regizor de film american (n. 1908)
- 4 mai: Vasile Rășcanu, 95 ani, medic român (n. 1885)
- 4 mai: Iosip Broz Tito (n. Josip Broz), 87 ani, revoluționar comunist iugoslav, primul prim-ministru (1943-1963) și al 2-lea președinte al RSF Iugoslavia (1953-1980), (n. 1892)
- 5 mai: Cornel Coman, 44 ani, actor român (n. 1936)
- 10 mai: Leslie Peltier, 80 ani, astronom american (n. 1900)
- 11 mai: Gheza Vida (n. Vida Géza), 67 ani, comunist și sculptor român de etnie maghiară (n. 1913)
- 14 mai: Hugh Griffith, 67 ani, actor britanic (n. 1912)
- 14 mai: Hilda Jerea, 64 ani, pianistă și compozitoare română (n. 1916)
- 16 mai: Marin Preda, 57 ani, scriitor român, membru corespondent al Academiei Române (n. 1922)
- 30 mai: Matei Socor, 72 ani, compozitor român (n. 1908)
- 3 iunie: Naum Ahiezer, 79 ani, matematician rus de etnie evreiască (n. 1901)
- 7 iunie: Henry Miller (n. Henry Valentine Miller), 88 ani, scriitor american (n. 1891)
- 8 iunie: Avraham Halfi, 76 ani, poet și actor israelian (n. 1904)
- 13 iunie: Nicolae Mărgineanu, 75 ani, psiholog român (n. 1905)
- 18 iunie: Zoltán Farkas, 66 ani, regizor maghiar (n. 1913)
- 18 iunie: Kazimierz Kuratowski, 84 ani, matematician polonez (n. 1896)

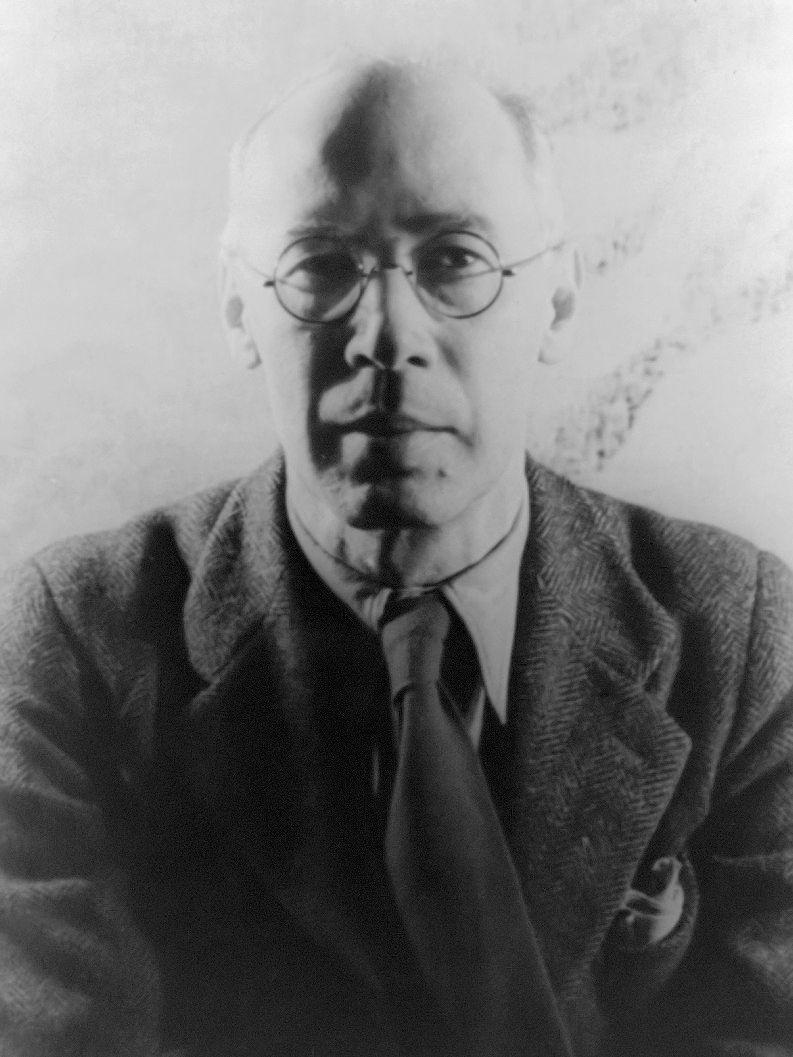
Henry Miller, scriitor american
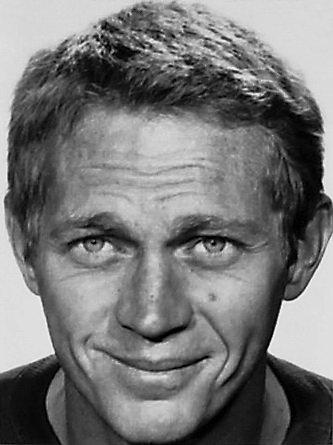
Steve McQueen, actor american de film
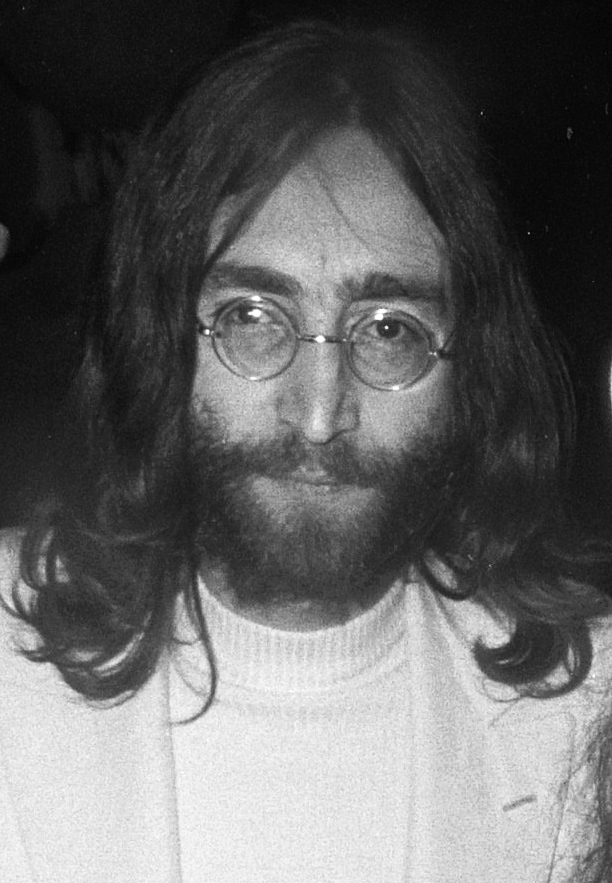
John Lennon, muzician, cântăreț, scriitor și compozitor britanic (The Beatles)
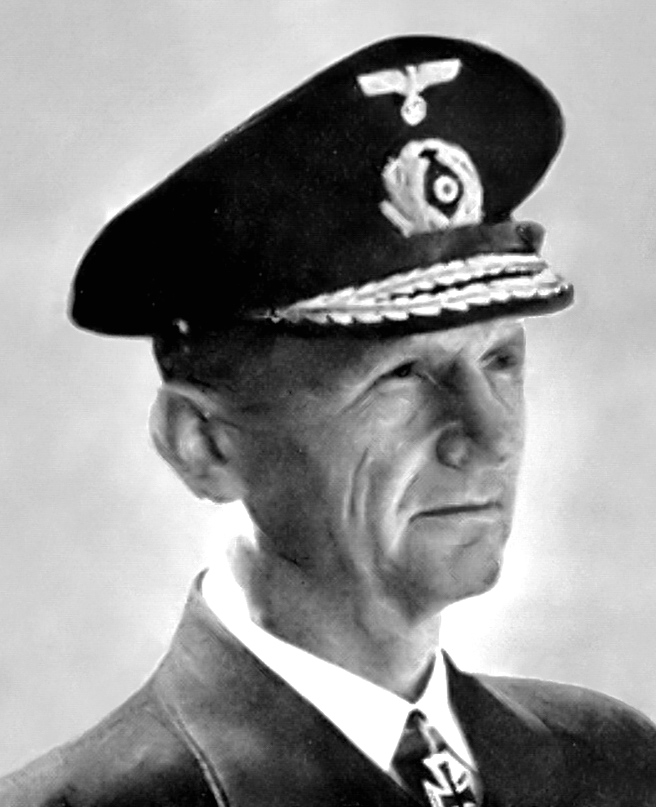
Karl Dönitz, amiral și politician german, președinte al Germaniei

- 1 iulie: Mihai Dalea, 63 ani, comunist român (n. 1917)
- 1 iulie: Tadao Takayama, 76 ani, fotbalist japonez (n. 1904)
- 7 iulie: Prințul Dmitri Alexandrovici al Rusiei, 78 ani, nepot al țarului Alexandru al III-lea (n. 1901)
- 8 iulie: Hans-Joachim Schoeps, 71 ani, istoric german (n. 1909)
- 9 iulie: Juan Larrea, 85 ani, poet spaniol (n. 1895)
- 17 iulie: Boris Delaunay, 90 ani, matematician rus (n. 1890)
- 21 iulie: Salah Eddine Bitar, 68 ani, politician sirian (n. 1912)
- 25 iulie: Vladimir Vîsoțki, 42 ani, actor, cantautor, poet, prozator și scriitor rus (n. 1938)
- 27 iulie: Mohammad Reza Pahlavi, 60 ani, șah al Iranului (1941-1979), (n. 1919)
- 31 iulie: Pascual Jordan (Ernst Pascual Jordan), 77 ani, politician german (n. 1902)
- 4 august: Ioan Arhip, 90 ani, ofițer român (n. 1890)
- 10 august: Isac Peltz, 81 ani, scriitor român de etnie evreiască (n. 1899)
- 13 august: Eqrem Çabej, lingvist istoric și cercetător albanez (n. 1908)
- 19 august: Otto Frank, 91 ani, om de afaceri, tatal ilustrei Anne M. Frank (n. 1889)
- 20 august: Joe Dassin (Joseph Ira Dassin), 41 ani, cântăreț și compozitor francez de origine americană (n. 1938)
- 25 august: Dumitru Roșca, 85 ani, filosof român (n. 1895)
- 25 august: Aurel Toma, 69 ani, boxer american de etnie română (n. 1911)
- 27 august: Ehud Avriel, 62 ani, politician israelian (n. 1917)
- 28 august: Gheorghe V. Manoliu, 92 ani, militar român (n. 1888)
- 31 august: Q1171128 (Tom Godwin), scriitor american (n. 1915)
- 2 septembrie: Samuel Wainer, jurnalist brazilian (n. 1910)
- 8 septembrie: Maurice Genevoix (Charles Louis Maurice Genevoix), 89 ani, scriitor francez (n. 1890)
- 13 septembrie: Alexandru Imre, 55 ani, muzician român (n. 1924)
- 18 septembrie: Katherine Anne Porter, 90 ani, jurnalistă și scriitoare americană (n. 1890)
- 22 septembrie: Margareta Cosăceanu-Lavrillier, 87 ani, sculptoriță franceză de etnie română (n. 1893)
- 25 septembrie: Marie Under, 97 ani, poetă estoniană (n. 1883)
- 29 septembrie: Áron Márton, 84 ani, episcop romano-catolic (n. 1896)
- 30 septembrie: Peter, Duce de Schleswig-Holstein, 58 ani, șeful Casei de Oldenburg (1965-1980), (n. 1922)
- 2 octombrie: Nucu Păunescu, 67 ani, actor român (n. 1912)
- 3 octombrie: Gheorghe Ionescu-Gion (n. Gheorghe Ionescu), 57 ani, actor român (n. 1922)
- 6 octombrie: Shigemaru Takenokoshi, 74 ani, fotbalist japonez (n. 1906)
- 18 octombrie: Teodor Mazilu, 50 ani, dramaturg român (n. 1930)
- 21 octombrie: Pamfil Șeicaru, 86 ani, jurnalist român (n. 1894)
- 23 octombrie: Dinu Bădescu, tenor român (n. 1904)
- 25 octombrie: Philipp, Landgraf de Hesse, 83 ani, șeful Casei de Hesse (1940-1980), (n. 1896)
- 27 octombrie: John Hasbrouck van Vleck, 81 ani, fizician american laureat al Premiului Nobel (1977), (n. 1899)
- 7 noiembrie: Steve McQueen (Terence Steven McQueen), 50 ani, actor american de film (Cei șapte magnifici), (n. 1930)
- 18 noiembrie: Mircea Ionescu, 84 ani, chimist român (n. 1896)
- 18 noiembrie: František Šorm, 67 ani, chimist ceh (n. 1913)
- 20 noiembrie: I. Valerian (n. Valeriu Ionescu), 85 ani, scriitor român (n. 1895)
- 22 noiembrie: Mae West (Mary Jane West), 87 ani, actriță americană (n. 1893)
- 23 noiembrie: Gabriel Casaccia, 73 ani, scriitor paraguayan (n. 1907)
- 2 decembrie: Patrick Gordon Walker, 73 ani, politician britanic (n. 1907)
- 3 decembrie: Oswald Mosley (Oswald Ernald Mosley), 84 ani, politician britanic (n. 1896)
- 8 decembrie: John Lennon, 40 ani, muzician, cântăreț, scriitor și compozitor britanic (The Beatles), (n. 1940)
- 11 decembrie: Prințesa Victoria Luise a Prusiei, 88 ani, ducesă de Brunswick (n. 1892)
- 12 decembrie: Ionel Cheregi, 70 ani, publicist, om de cultură și tipograf român (n. 1910)
- 15 decembrie: Lelia Constanța Băjenescu, 72 ani, prima radioamatoare din România (n. 1908)
- 23 decembrie: Memmo Carotenuto (Guglielmo Carotenuto), 72 ani, actor italian (n. 1908)
- 24 decembrie: Karl Dönitz, 89 ani, amiral și politician german, președinte al Germaniei (1945), (n. 1891)
- 28 decembrie: Marcel Langiller, 72 ani, fotbalist francez (n. 1908)
- 31 decembrie: Youra Guller (Rose Georgette Gulle), 85 ani, pianistă franceză (n. 1895)

## Premii Nobel
- Fizică: James Watson Cronin, Val Logsdon Fitch (SUA)
- Chimie: Paul Berg, Walter Gilbert (SUA), Frederick Sanger (Regatul Unit)
- Medicină: Baruj Benacerraf (SUA), Jean Dausset (Franța), George D. Snell (SUA)
- Literatură: Czeslaw Milosz (Polonia)
- Pace: Adolfo Pérez Esquivel (Argentina)